# カモメに飛ぶことを教えた猫
『カモメに飛ぶことを教えた猫』（カモメにとぶことをおしえたねこ、原題：Historia de una gaviota y del gato que le enseño a volar）（1996年）はチリの小説家ルイス・セプルベダによる児童小説である。また2019年に劇団四季によってミュージカル化された。

## 小説のあらすじ
黒猫ゾルバは瀕死の母カモメケンガーから願いを託される。その願いは雛に飛ぶことを教えるというものであった。

## 書籍情報
- ルイス・セプルベダ/河野万里子『カモメに飛ぶことを教えた猫』白水社、1998年5月。
- ルイス・セプルベダ/河野万里子『カモメに飛ぶことを教えた猫』白水社〈白水社Uブックス〉、2005年11月。

## 劇団四季によるミュージカル化
劇団四季としては26年ぶりとなるオリジナルファミリーミュージカルである。

### スタッフ
演出：山下純輝
台本・作詞：劇団四季 企画開発室
作曲・編曲：宮崎誠
振付：萩原隆匡
装置デザイン：喜多川知己
照明デザイン：井上登紀子
衣装デザイン（初演）：岳彤
衣装・ヘアメイクデザイン（再演）：的場茅乃
音楽監督：浪江暢子
演出助手：岩城雄太

### キャスト

#### メインキャスト
| 役柄             | 俳優名         | 初出演日      |
| ---------------- | -------------- | ------------- |
| ゾルバ           | 笠松哲朗       | 2019年4月20日 |
| ゾルバ           | 厂原時也       | 2019年4月23日 |
| ゾルバ           | 山下泰明       | 2025年7月27日 |
| フォルトゥナータ | 横田栞乃       | 2019年4月20日 |
| フォルトゥナータ | 前田更紗       | 2019年4月23日 |
| フォルトゥナータ | 東沙綾         | 2025年7月26日 |
| 大佐             | 志村要         | 2019年4月20日 |
| 大佐             | 荒木勝         | 2019年4月23日 |
| 大佐             | 吉谷昭雄       | 2025年7月27日 |
| 秘書             | 三宅克典       | 2019年4月20日 |
| 秘書             | 片山怜也       | 2019年4月23日 |
| 秘書             | 荒川務         | 2025年7月26日 |
| 博士             | 奥田直樹       | 2019年4月20日 |
| 博士             | 青木朗         | 2019年4月23日 |
| 博士             | 有賀光一       | 2025年7月26日 |
| 博士             | 川口雄二       | 2025年7月27日 |
| ブブリーナ       | 辻茜           | 2019年4月20日 |
| ブブリーナ       | 宮澤聖礼       | 2019年4月23日 |
| ブブリーナ       | 山崎遥香       | 2025年7月26日 |
| ブブリーナ       | 松山育恵       | 2025年7月27日 |
| マチアス         | 町田兼一       | 2019年4月20日 |
| マチアス         | 明戸信吾       | 2019年4月23日 |
| マチアス         | 吉賀陶馬ワイス | 2025年7月27日 |

### 上演記録
- 2019年4月20日 - 2020年3月：全国巡回（全国初演）
- 2025年7月26日 - 8月29日予定：自由劇場（東京初演）
- 2025年9月20日 - 予定：全国巡回（全国再演）